# 聖公會莫壽增會督中學
聖公會莫壽增會督中學（英語：SKH Bishop Mok Sau Tseng Secondary School）是香港一所以英語教學的基督新教津貼中學。其於1975年由香港聖公會創辦，校址位於新界大埔區運頭角里26號，校舍坐落港鐵東鐵線大埔墟站旁的圓崗山之上，佔地約6,000平方米。現任校監為王紫薇女士、校長為王莉莉女士。
該校命名自1935—1943年期間首任中華聖公會華南教區主教（副會督）的莫壽增主教。

## 辦學宗旨
建立基督教及人性價值，培養正面人生態度及發展多元技能，以使學生發揮潛能、貢獻社會，成為盡責的良好公民。努力營造關愛的校園環境，讓彼此信任、尊重、愛護，使學校生活成為最美好的學習經驗。

## 歷任校長
潘鎮球、陳黃麗娟、秀琼、王莉莉

## 班級結構及四社
由2016/2017學年起，中一至中六每級各設4班（A、B、C、D班）。
每位學生入學時均獲編入四社之一，四社包括信望愛智。

## 開設科目
中一至中三
　以中文授課：中國語文、中國歷史、普通話、生活與社會、宗教、體育、視覺藝術、圖書館課（中一）
　以英文授課：英國語文、數學、歷史、地理、普通電腦、音樂、家政、科學（中一及中二）、科學（生物）（中三）、科學（化學）（中三）、科學（物理）（中三）、基本商業（中三）
中四至中六
　以中文授課：中國語文、中國歷史、公民與社會發展、宗教、體育、中國文學、視覺藝術
　以英文授課：英國語文、數學、生物、化學、物理、企業、會計與財務概論、經濟、地理、歷史、資訊及通訊科技、音樂

## 教學政策
該校以英語為教學語言。除正規課程外，亦會透過各類閱讀和寫作計劃、辯論、戲劇、廣播等不同活動形式培養學生思維能力，並加強中、英、普通話讀、寫、聽、說四方面的訓練。
該校注重學生學習成效，在不同學科中有系統地推行高層次思考訓練，培養學生分析能力、批判思考能力及自學能力。
在學業評估方面，各級上下學期各有一次考試，各科另設有適量小測；在促進學習的評估方面，該校重視持續性評估，部份科目與教育局校本評核政策作出配合。

## 香港傑出學生選舉
截至2021年（第36屆），聖公會莫壽增會督中學共有4名學生分別在香港傑出學生選舉中獲選為傑出學生。

## 校規與校風
該校對學生的品行、操守以至儀容亦有一定指引。校方亦設有訓導組，輔導操行有問題的學生，以及定期突擊檢查學生的校服。學校校規雖較於區內其他中學寬鬆，但整體校風亦未曾有變差的情況出現。而該校寬鬆的校規也得到大埔區家長和學生的歡迎，令該校多年來的中一生也是第一組別。

## 校舍及設施
該校校舍為1976年香港建築師學會銀獎得獎作品。
校舍於1975年落成，位處大埔運頭角里盡頭，依山而建。鋼筋混凝土結構，現代粗獷主義風格，高低兩座，直角排列。高座主樓東西朝向，地上七層地下一層；低座副樓南北朝向，地上兩層地下兩層。早年校舍外牆為清水混凝土，不髹漆油，呈現混凝土自然灰；後來由於清水保養昂貴，還是髹上了灰白漆，而成今天的外貌。每層課室單面排列，走廊懸臂支撐，暗橘紅磚牆點綴。這些走廊比一般校舍寬闊，形成的光影比對讓校舍立面視覺工整而層層相疊；寬闊的走廊也是課間同學交談之地。地下操場東南角近小食部，有一室外梯，直達一樓而跳過地面層，於是室外梯與地面教員室之間，觸手可及而不能越，師生因而常在此開玩笑和收派作業。
校舍入口有一趟階梯，階梯前方是個長方形水池。在新翼未建成前，師生每天進校時，必先沿著汀步踏石跨過水池。這排踏石容易讓人聯想起意大利建築師卡羅·斯卡帕晚年的布理翁園地入口設計；至於校舍的建築師是否認識斯卡帕的作品，則尚待考証。無論如何，水池是學校標記之一。校歌「荷香不息，松翠常新」一句，「荷香」是指這水池，儘管池內種植的是睡蓮而不是荷花。「松翠」指的是池旁早年一棵南洋杉，曾屹立陡窄泥坡三十多年不倒。池內養的是錦鯉。操場盡頭處，有一有機農圃。其後方靠近大埔墟站的山坡之間，偶有松鼠路過。
90年代末，隨著班別增多而課室短缺，部份中六及中七班別曾以實驗室或小型特別室作為本班課室。為此校方遂向政府申請撥款，並向公眾及師生募款，以籌建校舍新翼、改裝課室、為禮堂及全部課室加設冷氣以及於舊翼加建升降機，以改善學習環境。該校目前設有多媒體教學中心、學生活動中心、科技研習中心、多用途中心、圖書館、電腦室、學生會室、訓導室、輔導室、學生長室、牧靈室、校史展覽室及英語角。所有課室均設有電腦、多媒體投影機、音響系統及揚聲設備。

## 校友
政治、公共事業界
- 連桷璋：前大埔區議會廣福及寶湖選區區議員
- 陳兆龍，MBG：2008年嘉禾大廈大火殉職消防員
- 曾國豐：國泰航空公司空中服務員工會總幹事、首任公民黨創黨總幹事

演藝、傳媒、及文化界
- 黃汝樂：香港導演
- 艾妮：香港女歌手
- 李凱翹：香港女歌手、香港女子組合Beanies成員
- 李綺雯：前亞洲電視、前無綫電視藝員
- 吳海昕：香港女演員
- 司馬燕：已故前無綫電視藝員、電影演員
- 歐陽業俊：香港音樂人
- 黃曉暉 Goro Wong ：香港音樂人
- 黃愛恩：香港鋼琴家、民族音樂學者、2010年香港十大傑出青年
- 王樹熹：香港童星、無綫電視藝員
- 梁仲基（筆名「草日」）：香港專欄漫畫家

體育界
- 歐倩瑩：香港劍擊運動員
- 梁峻榮：香港單車運動員
- 譚進希：香港羽毛球運動員[5]
- 丁冠豪：香港練馬師
- 鍾國雄：香港足球評述員及體育節目主持人

## 事件

### 教員室火災
2016年6月13日早上，有教職員在教員室內的茶水間使用濾水機，其間電線短路並引發火警，火勢更一發不可收拾，事件中沒有任何人受傷。由於發生火警時間尚早，事發時未有學生回校上課。其後學校啟動危機處理小組應變，宣佈當天停課並將當天考試延期。

## 外部連結
- 聖公會莫壽增會督中學學校網頁
- 聖公會莫壽增會督中學學生會網頁
- 聖公會莫壽增會督中學影集
- 聖公會莫壽增會督中學舞蹈組主頁 （页面存档备份，存于）
- 聖公會莫壽增會督中學校友會舞蹈組 （页面存档备份，存于）
- 家庭與學校合作事宜委員會 中學概覽 2006/2007 聖公會莫壽增會督中學 （页面存档备份，存于）
- 【有片】大埔莫壽增中學教員室狂噴濃煙　疑電線短路致火警 （页面存档备份，存于）